# Шпаро, Матвей Дмитриевич
Матве́й Дми́триевич Шпаро́ (родился 27 апреля 1975 года в Москве) — российский полярный путешественник, общественный деятель. Сын известного советского путешественника и писателя Дмитрия Игоревича Шпаро, чья экспедиция 1979 года первой в мире на лыжах достигла Северного полюса.

## Биография
В 1998 году окончил Московский институт электроники и математики, специальность — прикладная математика, квалификация — инженер-математик.
В 2012 году окончил Санкт-Петербургский университет управления и экономики, специальность — государственное и муниципальное управление, квалификация — менеджер.
С 1998 по 2007 год заместитель директора Благотворительного оздоровительного фонда "Клуб «Приключение».
С 2007 по 2008 год — директор детского оздоровительного лагеря «Большое Приключение» в Карелии.
С 2008 года возглавляет государственное бюджетное учреждение города Москвы "Центр дополнительного образования «Лаборатория путешествий».
Матвей Дмитриевич Шпаро основную часть своей деятельности посвятил проблемам реабилитации, интеграции и социальной адаптации подростков и молодежи с ограниченными возможностями здоровья.
В 2000 году Матвей Шпаро создал в Республике Карелия первый лагерь «Большое Приключение», в котором подростков обучают и воспитывают методом погружения в настоящее путешествие. С 2014 года действует сеть лагерей «Большое Приключение» (открыты филиалы в Краснодарском крае и Крыму). Это лагеря нового поколения, ориентированные на формирование здорового образа жизни, воспитание самостоятельности, ответственности и других лидерских качеств.
С 2012 входит в состав Координационного совета при Президенте Российской Федерации по реализации Национальной стратегии действий в интересах детей на 2012—2017 гг.
С 2014 года состоит в Координационном совете по развитию детского туризма при Правительстве Российской Федерации.

## Достижения
С 1993 неоднократно возглавлял российские и международные экспедиции в состав которых, в том числе, входили люди с ограниченными возможностями здоровья.
В 1995 году Матвей Дмитриевич Шпаро возглавил экспедицию восхождения на гору Казбек. В составе группы были спортсмены из Армении, Азербайджана, Грузии, Норвегии и России, передвигающиеся на инвалидных колясках.
В 1997 году руководил восхождением на вершину Африки гору Килиманджаро. В команду входили слепой, два глухих и четыре человека, у которых ампутирована нога или рука. Восхождение посвящено 850-летию Москвы.
В 1998 году вместе со своим отцом Дмитрием Шпаро совершил первый в истории российский лыжный переход через Берингов пролив. Достижение путешественников занесено в Книгу рекордов Гиннесса.
В 2000 году Матвей Дмитриевич Шпаро возглавил экспедицию на лыжах через Гренландию. В команду входили три человека, один из которых использует инвалидную коляску. Экспедиция стала первым пересечением Гренландии российской командой.
В мае-июне 2002 года путешественник возглавил группу из 11 спортсменов, которая поднялась на вершину Северной Америки гору Мак-Кинли (совр. Денали), 6194 метров, на Аляске. В состав команды вошли два человека с травмой позвоночника.
В 2006 году Матвей Шпаро возглавил команду экспедиции на Северный полюс правящего князя Монако Альберта Второго.
Зимой 2008 года Матвей Дмитриевич Шпаро совместно с Борисом Григориевичем Смолиным установил рекорд. Впервые в истории люди дошли на лыжах до Северного полюса полярной ночью. Экспедиция стартовала 22 декабря 2007 года от мыса Арктического (Архипелаг Северная Земля). Преодолев в зимних условиях более тысячи километров по дрейфующим льдам Северного Ледовитого океана, путешественники достигли вершины планеты 14 марта 2008 года, на неделю обогнав наступление полярного дня.
Весной 2008 года Матвей Дмитриевич Шпаро возглавил молодёжную экспедицию «На лыжах — к Северному полюсу!». Впервые команда юношей и девушек 16-18 лет пришла на Северный полюс, пройдя более 100 км по дрейфующим льдам. Итоги экспедиции позволили сделать её ежегодной.
Неудавшиеся экспедиции
В 1996 и 1997 годах были предприняты неудачные попытки пересечь Берингов пролив по дрейфующим льдам. Дрейф уносил льдины с путешественниками далеко в сторону от маршрута и приходилось эвакуировать экспедиции силами МЧС.

## Награды, звания
- Орден Мужества (18 апреля 2012 года) — за мужество и отвагу, проявленные в экстремальных условиях[1].
- Орден Дружбы (4 марта 2003 года) — за заслуги в подготовке и проведении первого российского лыжного перехода через Гренландию[2].
- Медаль «За содружество во имя спасения» (2014 год, МЧС России).
- Заслуженный мастер спорта России (20 июля 2012 года)[3].
- Почётная грамота Кыргызской Республики (29 марта 2002 года, Кыргызстан) — за самоотверженность и мужество, проявленные при восхождении на пик им. В. И. Ленина, посвящённого Международному году гор[4].
- Благодарственное письмо президента РФ В. В. Путина (6 ноября 2014 года) — по итогам VII Молодёжной полярной экспедиции «На лыжах — к Северному полюсу»[5].
- Два почётных знака «За заслуги в развитии физической культуры и спорта»[6].
- Нагрудный знак «Почетный полярник» (2016 год, Министерство транспорта Российской Федерации) — за большой личный вклад в подготовку и проведение в 2014 году экспедиции к Северному полюсу для детей-сирот и детей-инвалидов»[7].
- В 1998 году имя М. Д. Шпаро за пересечение Берингова пролива занесено в Книгу рекордов Гиннесса.
- В 2008 году имя Матвея Шпаро внесено в книгу рекордов Гиннесса за достижения в экспедиции на Северном полюсе полярной ночью.

## Книги
1. Шпаро М. Д., Колесникова Е. А. Жизнь за пределами интернета, или «Большое Приключение» в детском лагере Дмитрия и Матвея Шпаро. — М.: Анкил, 2013. — ISBN 978-5-86476-368-1
2. Шпаро Д. И., Шпаро М. Д. Вызов Гренландии. — М.: Вагриус, 2001. — ISBN 5-264-00412-9
3. Шпаро Д. И., Шпаро М. Д. Победа на Мак-Кинли / Victory on Mount McKinley. — М.: Московские учебники и Картолитография, 2009. — ISBN 978-5-7853-1